# Emege Alimentos
A Emege Alimentos é uma empresa alimentícia brasileira localizada no estado de Goiás. Foi fundada em 1956 pelo Sr. Aldo Grassi, e era denominada inicialmente de Moinho Goiás.
No início de suas atividades, a empresa concentrava-se na produção de farinha de trigo em embalagem de um kg para uso doméstico. No ano de 1964, instalou-se um parque fabril destinado à fabricação de massas.
Na década de 1980, sua linha de produtos ultrapassava 40 itens, entre macarrão sêmola, ovos, comum e farinhas de trigo para uso doméstico e panificável.
No ano de 1997, ampliou-se o parque industrial através da instalação de um novo moinho, considerado o mais moderno da América Latina e um dos mais automatizados do mundo. O projeto foi desenvolvido pela própria Emege, que somou ao know-how equipamentos importados de última geração, aumentando consideravelmente a capacidade de moagem de trigo, que hoje pode chegar a 900 toneladas/dia.
A unidade fabril de Goiânia possui hoje, uma capacidade de produção de farinha de 20.700 toneladas/mês. Quanto à produção de massas, sua capacidade é de 2.400 toneladas/mês.
Posteriormente, a empresa ampliou sua linha de produtos, acrescentando massas grano duro, caseiras e instantâneas, além de misturas para bolo e farinhas para uso industrial, possuindo um mix de produtos composto de cerca de 130 itens.
Os produtos Emege são, atualmente, líderes absolutos na região Centro-Oeste. A empresa gera 517 empregos diretos e outros 155 indiretos e é um dos maiores contribuintes de ICMS no Estado de Goiás.
Sua área de atuação abrange os estados de Goiás, Mato Grosso, Mato Grosso do Sul, Tocantins, Pará, Maranhão, Amazonas, Roraima, Rondônia, Amapá, Acre, Bahia, Ceará, Alagoas, Paraíba, Piauí, além do Distrito Federal, atendidos através de equipe própria, representantes e distribuidores.